# Þórir Hergeirsson

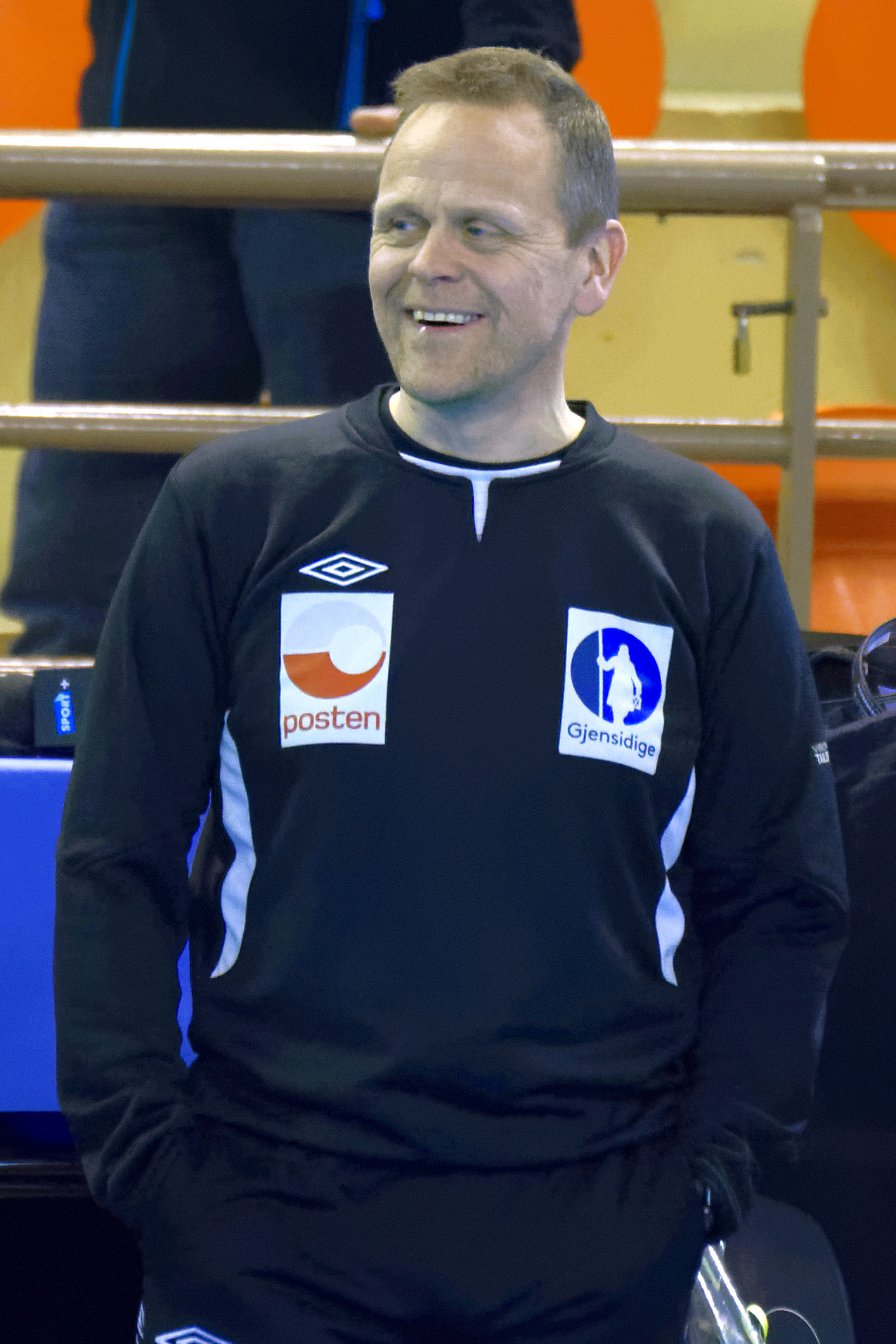
Þórir Hergeirsson in 2015

Þórir Hergeirsson (ook gespeld als Thorir) (27 april 1964) is een IJslands-Noorse handbalcoach, die vanaf 2009 hoofdtrainer is van het Noorse dameshandbalteam.
Hergeirsson verhuisde in 1986 naar Noorwegen om te gaan studeren aan de Noorse Sport Universiteit (Norges idrettshøgskole) in Oslo. Zijn eerste betrekking als juniorcoach vond hij bij de Noorse club Fredensborg/Ski IL. Daarna trainde hij het herenteam van Elverum (1989-1994) en het damesteam van Gjerpen (1994-1996). In 1999 werd hij hoofdtrainer van Stavanger Handball.
Vanaf 1994 was hij bovendien in dienst van de Noorse handbalbond. Tot 2001 trainde hij het nationale damesjeugdteam en werd daarna assistent-coach bij het damesseniorenteam onder leiding van Marit Breivik. Breivik stopte in 2009 na vijftien jaar als hoofdcoach en op 16 april 2009 werd door de bond bekendgemaakt dat Hergeirsson haar opvolger zal zijn.

## Noot
1. ↑  Thorir Hergeirsson ny sjef for Håndballjentene (Noors)

Ida Alstad ·
Karoline Dyhre Breivang ·
Kari Aalvik Grimsbø ·
Camilla Herrem ·
Kari Mette Johansen ·
Amanda Kurtović ·
Heidi Løke ·
Katrine Lunde Haraldsen ·
Kristine Lunde ·
Marit Malm Frafjord ·
Karoline Næss ·
Tonje Nøstvold ·
Linn-Kristin Riegelhuth ·
Gøril Snorroeggen ·
Linn Jørum Sulland ·
Coach: Þórir Hergeirsson